# مسئله سه روستا
مسئلهٔ سه روستا یا مسئلهٔ برق، آب، گاز (خدمات شهری) (به انگلیسی: Water, gas, and electricity) از رده معماهای ریاضی است.
فرض کنید که سه روستا در یک سطح (صفحه) یا یک کره قرار دارند و هر کدام مجبورند که به شرکت‌های آب، برق و گاز وصل شوند. استفاده از سه بعد یا رفتن به درون روستاها یا شرکت‌ها خلاف مقررات مسئله‌است. آیا راه حلی برای حل این مسئله بدون قطع کردن خطوط وجود دارد؟

## تاریخچه
مبدأ مسئلهٔ ذیل به‌عنوان مثالی از: «گراف دو قسمتی «{\displaystyle k_{3,3}}» نامعلوم است گفته میشود شیخ بهاالدین محمد (شیخ بهایی) دانشمند و ریاضی دان ایرانی این مسئله را به گونه 3 خانه و 3 چاه مطرح کرد که به نوعی گراف اولیه شناخته میشد اما می‌دانیم به طور رسمی در سال ۱۲۹۲ (۱۹۱۳ میلادی) همین سوال به شکل دیگری توسط «هنری ارنست دودنی» (Henry Ernest Dudeney) بدین‌شکل مطرح شد: «مسئلهٔ گیج‌کننده عبارت است از: استقرار تجهیزات آب، گاز و برق بدون آن‌که هیچ لوله یا خطی با دیگری تقاطع داشته باشد».

## راه حل
این مسئله بخشی از topological graph theory است که به مطالعه مباحث تعبیه گراف
روی صفحات می‌پردازد. اگر بخواهیم کمی اصولی تر حرف بزنیم، این مسئله دربارهٔ اینکه آیا یگ گراف دو بخشی با ۶ راس ({\displaystyle k_{3,3}})مسطح است یا خیر. این گراف معادل با گراف دایره‌ای ({\displaystyle C_{i6}(1,3)} است.
Kazimierz Kuratowski در سال ۱۹۳۰ ثابت کرد که {\displaystyle k_{3,3}} مسطح نیست و بنابراین این مسئله هیچ جوابی ندارد.این جواب می‌تواند شاهدی بر نتیجهٔ قضیه خم جردن Jordan curve theorem باشد. حکم کاملی که دربارهٔ گراف‌های مسطحه در Kuratowski reduction theorem آمده شامل این نتیجه می‌شود.
{\displaystyle k_{3,3}} حلقه شکل است یعنی در اینجا با سوراخ کردن صفحه (یا کره) می‌توان مسئله را حل کرد، این ویژگی‌های توپولوژیک مسئله را تغییر می‌دهد.

## اثبات

یک اثبات ساده این مسئله به صورت زیر است:
گرافی که از رئوس X-Y-Z-A-B-C تشکیل شده‌است را در نظر بگیرید.که در آن یال هایX-A,Y-B,Z-C باید حضور داشته باشند.حالا برای هر یال تصمیم می‌گیریم که ان را داخل یا خارج گراف دایره‌ای بکشیم. اما حتماً باید برای دو تا از یال‌ها انتخاب یکسانی داشته باشیم. چون دو خط نمی‌توانند در یک طرف بدون تقاطع کشیده شوند، گراف مسطح نیست.

## کاربرد
هیچ فردی نمی‌تواند یک گراف که از دسته صفر نیست را در صفحه بدون تقاطع یال‌ها بکشد. در طراحی مدارات الکتریکی وقتی که تمام مدارات به یک طرف برد محدود می‌شوند طراحی تمام مداراتی که شبیه به یک گراف غیر مسطح هستند غیرممکن می‌شود. تنها در مواردی که می‌توان در سه بعد کار کرد یا از طرف دیگر برد استفاده کرد طراحی این مدارات امکان‌پذیر می‌باشد.